# Cuestión religiosa
En la historia contemporánea se conoce con el nombre de cuestión religiosa al conflicto surgido en Europa tras el fin del Antiguo Régimen entre las diversas iglesias (y singularmente la Iglesia católica), que seguían defendiendo la posición privilegiada que ostentaban hasta entonces, y los partidarios del «nuevo régimen» surgido de la Revolución francesa y de las revoluciones liberales que le siguieron, que propugnaban la libertad de conciencia y la libertad de cultos y la más o menos radical separación de la Iglesia y el Estado. Los defensores de la continuidad de la intervención de las iglesias en la vida pública y en el Estado se conocen como clericales y los que se oponen a ella como anticlericales o laicistas.

## La cuestión religiosa en Francia

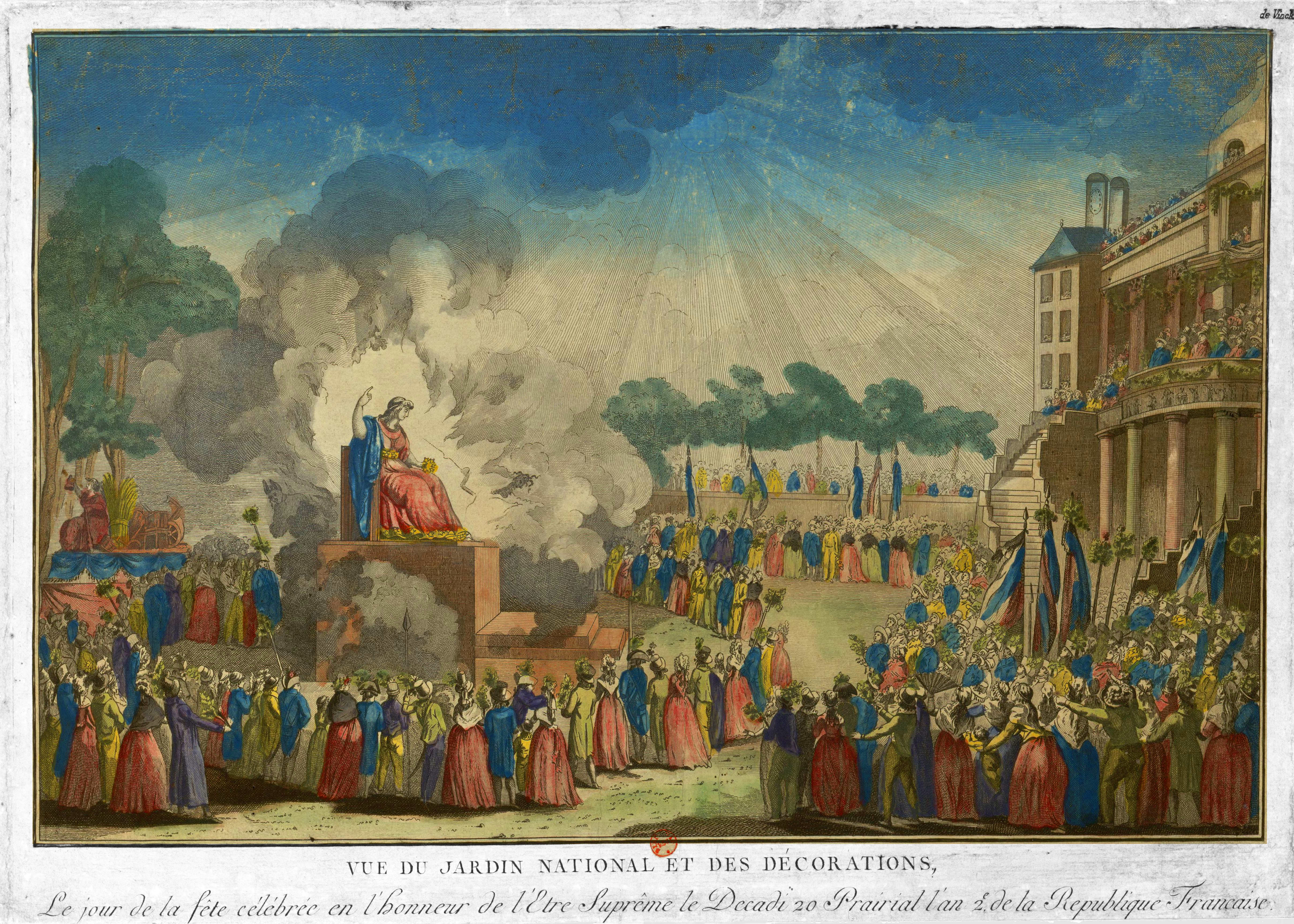
Fiesta del Ser Supremo, 1794. Museo Carnavalet, París.

Francia ha sido un país marcadamente laico desde la Ley de Separación de la Iglesia y del Estado. Si bien ha mantenido siempre relaciones diplomáticas con la Santa Sede, con dicha ley no existía una relación concordataria entre ambos Estados, que se restableció en 2008 y se reforzó en 2016.

### Evolución histórica
Durante la Revolución Francesa, se reconoce la libertad de conciencia, se suprimen los privilegios del clero, incluido el diezmo, y se declaran “bienes nacionales” las propiedades de las órdenes religiosas (cuyos votos son suprimidos) que son vendidas para hacer frente al déficit de la Hacienda. El conflicto con la Iglesia católica comienza sobre todo con la aprobación por la Asamblea Nacional Constituyente de la Constitución Civil del Clero, sancionada por el rey Luis XVI el 24 de agosto de 1790, que convierte a los sacerdotes en “funcionarios públicos” (ya que cobrarán directamente del Estado al carecer ya de cualquier tipo de ingresos), nombrados no por el Papa, sino por las asambleas de ciudadanos activos, y a los que se exige el juramento de fidelidad a "la Nación, a la Ley y al Rey”. La casi totalidad de los obispos (la mayoría de los cuales abandona Francia) y la mayoría del clero secular, único reconocido, se niegan a prestarlo, especialmente tras la condena del Papa Pío VI a principios de 1791 de toda la obra revolucionaria, y se convierten así en «refractarios», siendo considerados a partir de entonces como «contrarrevolucionarios». A los pocos que prestan el juramento se les llama «constitucionales».
Con la caída de la Monarquía y el advenimiento de la República (agosto-septiembre de 1792) se inició una campaña de descristianización en la que se destruyeron y profanaron conventos y monasterios; se exiliaron 30.000 sacerdotes y se mató a cientos más; se reemplazó el calendario cristiano por el calendario republicano; se implantó el ateo Culto a la Razón y todas las iglesias no consagradas a ese culto fueron cerradas. En 1794, el culto ateo fue sustituido por el deísta Culto al Ser Supremo, promovido por el jacobino Robespierre. “El trauma social, cultural y espiritual de esta persecución religiosa será profundo y duradero, y explica la virulencia de los “clericales” del siglo XIX”.
Con Napoleón se restableció la Iglesia católica en Francia con la firma del Concordato de 1801 y con la Restauración, especialmente al final del reinado de Luis XVIII y el de Carlos X, se produjo un “viraje clerical” que pretendió instaurar en Francia un orden político asentado en bases religiosas. A partir de entonces “resulta una evidencia que la oposición anticlericalismo versus clericalismo es una de las facetas de la lucha entre la revolución y sus principios y sus oponentes”. El libro clásico de René Rémond, L’Anticléricalisme en France de 1815 á nos jours, comienza precisamente por analizar el período de la Restauración.
Durante la revolución de 1830, en reacción a los excesos de los ultrarrealistas del “parti prêtre” (el partido clerical) del final de la Restauración, se desató una oleada de violencia anticlerical. El ministro del Interior, François Guizot, él mismo protestante de Nimes, ordena a los prefectos reprimir estos abusos: "La libertad religiosa debe ser completa y su primera condición es que ninguna religión sea insultada".
Tras el fracaso de la revolución de 1848 y la instauración del II Imperio de Napoleón III se produce un auge del catolicismo ultramontano, en consonancia con la lucha que enfrenta al nuevo Reino de Italia con el Papa Pío IX, que a través del Syllabus (1864) condena el liberalismo y la modernidad. Así durante el II Imperio, la Iglesia Católica goza de un trato preferencial por parte del Estado francés. "El activismo católico provoca, en reacción, el anticlericalismo, sobre todo porque los republicanos se hacen cada vez más sensibles al auge católico”.
Es por esta época cuando aparecen los sustantivos clericalismo (hacia 1855) y anticlericalismo (hacia 1870), aunque los adjetivos “clerical” y “anticlerical” son anteriores; el primero aparece hacia 1815 y el segundo hacia 1865.
Tras la caída del II Imperio y la derrota de la Comuna de París, se instaura en Francia un gobierno “clerical” de los legitimistas que soñaban con el retorno de la Monarquía y del tradicionalismo, al que se oponen los republicanos encabezados entre otros por Léon Gambetta, que el 4 de mayo de 1877 pronuncia en la Cámara de Diputados un discurso contra “ese espíritu de invasión y de corrupción” que a sus ojos es el clericalismo, y acaba con una frase que se hará célebre: «le cléricalisme, voilà l'ennemi!» (“El clericalismo, éste es el enemigo”). A partir de entonces la Tercera República pone en marcha una decidida política anticlerical inspirada en el ideal de la “laïcité” y que culminará con la aprobación en 1905 de la Ley de Separación de la Iglesia y del Estado. La Iglesia Católica la interpretará como una política de “persecución religiosa”.

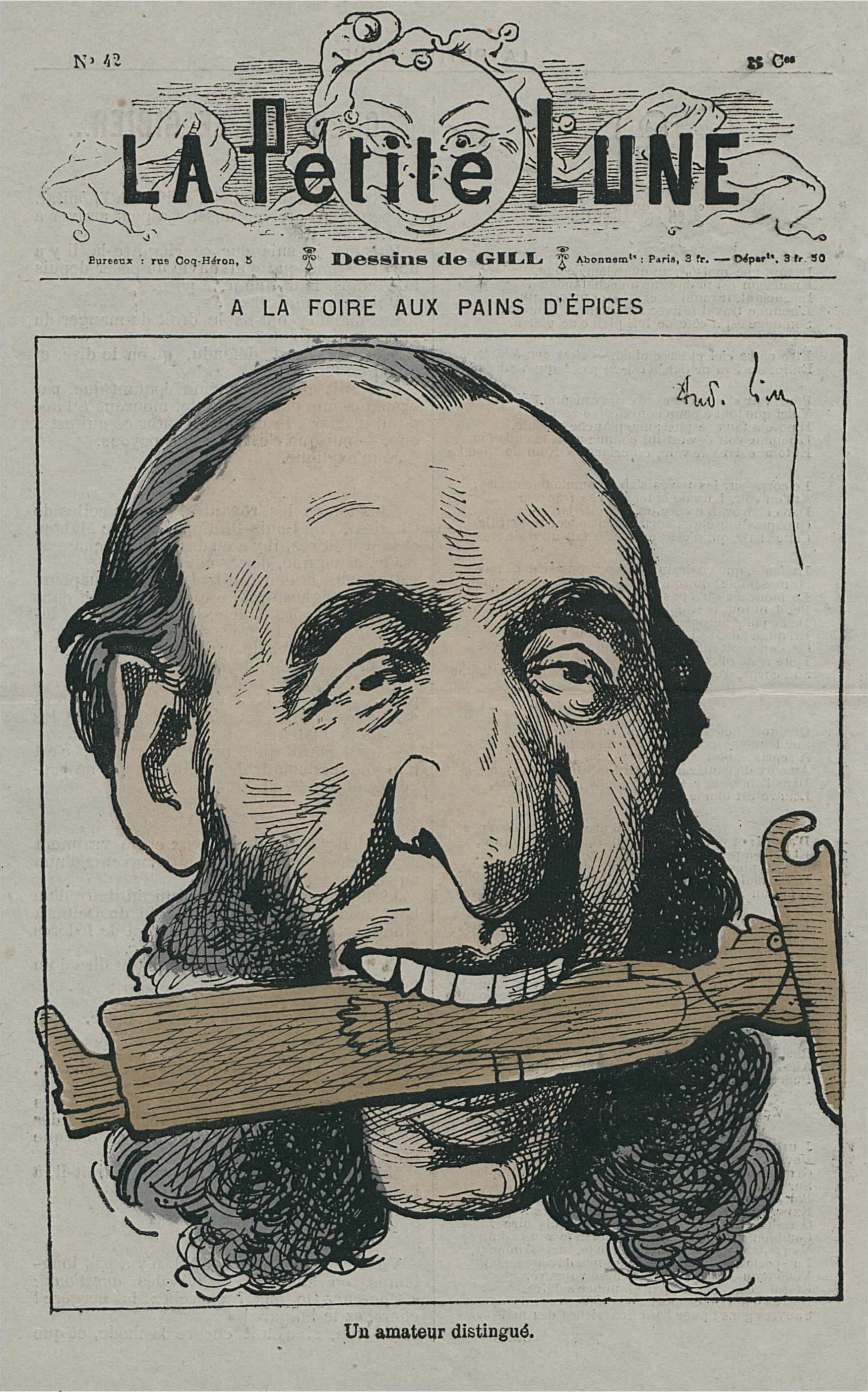
Caricatura de La Petite Lune de 1878: Jules Ferry comiéndose un sacerdote.

Aristide Briand, uno de los promotores de la Ley de 1905, afirmaba ante la Cámara el 9 de noviembre de 1906: 

El Estado laico, para garantizar su seguridad y su predominio, es por fuerza anticlerical. Le pertenece, en efecto, oponerse a que la Iglesia, saliéndose de su ámbito religioso e interviniendo en el terreno político, ponga en peligro el predominio del Estado. Pero si la Iglesia permanece en su sitio, si los fieles se contentan con manifestar, bajo la forma del culto, sus sentimientos religiosos, el Estado está obligado a detenerse ante ese ámbito sagrado. [...] Si quiere penetrar en él, con la ley en la mano, para obstaculizar las prácticas de la fe, se convertiría en un tirano insoportable.

En 1881-1882 el gobierno de Jules Ferry aprobó las leyes educativas que llevan su nombre, que establecían la enseñanza gratuita (1881) y obligatoria y la educación laica (1882), sentando las bases de la educación pública francesa. Esta separación de la Iglesia y el Estado en el ámbito escolar se extendió a otros, como el funerario (la ley de 1881 secularizó los cementerios; otra de 1887 puso fin a las restricciones a los funerales civiles y permitió la cremación de los cadáveres); el hospitalario (los hospitales fueron laicizados, expulsando a los capellanes y sustituyendo progresivamente a las monjas por enfermeras diplomadas, aunque este proceso fue muy lento; las salas perdieron sus nombres católicos y recibieron otros que recordaban a grandes inventores o médicos). También se tomaron medidas para laicizar el espacio público: los crucifijos fueron retirados de las paredes de hospitales, escuelas y tribunales; se restringió la salida de procesiones fuera de los lugares consagrados al culto y el porte de la sotana por la calle. Le siguieron otras leyes dirigidas a afianzar la preeminencia absoluta del Estado y la libertad de conciencia de todos los ciudadanos: como la de 1883 que prohíbe rendir los honores militares dentro de un edificio religioso; la de 1884 que no reconoce otro matrimonio que el civil y regula el divorcio; la de 1889, que obliga a los miembros del clero a cumplir con su deber militar.
En medio de la conmoción y la división causada en Francia por el Affaire Dreyfus, las leyes laicistas se radicalizaron bajo el gobierno de Émile Combes, con la aprobación de las leyes de 1901 y 1904, que expulsaban de Francia a casi todas las congregaciones religiosas, especialmente a las que se dedicaban a la educación, por lo que entre 1902 y 1903 cerraron sus puertas en torno a 12 500 establecimientos escolares religiosos, excepto en Alsacia-Lorena, que pertenecía en ese momento a Alemania. La mayoría de estas órdenes religiosas expulsadas se instalarán en España, donde fundarán colegios religiosos. Esta política anticlerical provoca la ruptura con la Santa Sede en 1904.
En 1905 la Asamblea Nacional aprueba la Ley de Separación de la Iglesia y del Estado que abole el concordato, y a partir de ese momento la República no reconoce ningún culto, aunque la Iglesia Católica continuó detentando el uso exclusivo de los templos.
El anticlericalismo republicano se suavizó después de la Gran Guerra de 1914-1918 cuando la derecha católica empezó a aceptar el laicismo.

“La Primera Guerra Mundial consagró la «Union Sacrée» que se realizó a primeros de 1914 y la experiencia de muerte masiva favoreció un rebrote religioso y un cambio de percepción del fenómeno religioso, hecho que se fundamenta en la presencia de los clérigos en las trincheras. La canonización de Juana de Arco en 1920 fue el símbolo de ese reencuentro entre la nación francesa y la Iglesia. Sin embargo, los reflejos anticlericales de la República no se han disipado. El 18 de noviembre de 1918, el arzobispo de París organiza un Te Deum para celebrar la victoria en el conflicto con Alemania, al cual acude la esposa del presidente de la República, la señora Poincaré. Su marido considerará incompatible su posición en la República con la entrada en un templo religioso. Huelga decir que Clemenceau también se ausentó. Habrá que esperar a 1938 y la inauguración de la restauración de la catedral de Reims para ver entrar a un jefe del Estado -en ese caso el presidente Albert Lebrun- en una iglesia. Durante su mandato, el general De Gaulle, cuando asistía a una misa en calidad de presidente de la República, no comulgaba (era católico practicante) para respetar la separación de Estado y de la Iglesia. Tradición que respetaron tanto Pompidou como Giscard. Chirac, al contrario, comulga aunque esté en calidad de jefe del Estado. Estos pequeños símbolos o anécdotas son muy significativos de un ambiente o de un clima cuyo trasfondo es claramente la herencia anticlerical de la Tercera República. En 2005, la muerte del papa Juan Pablo II y la decisión de hacer ondear a media asta las banderas nacionales provocaron una nueva ola de comentarios anticlericales y se dieron casos en los que la decisión no fue aplicada. En 1996, la visita del papa para conmemorar el 1500 aniversario del bautizo del rey Clodoveo fue ocasión también de un brote anticlerical animado por la Asociación Voltaire. Todos estos hechos nos recuerdan la pervivencia de una tradición que encarna bastante bien el periódico satírico Le canard enchainé”.

A finales del siglo XX y en la primera década del siglo XXI se volvió a abrir el debate de la laïcité a propósito de la presencia en las escuelas e institutos públicos de alumnas que llevaban el hijab o pañuelo islámico, cuyo uso fue prohibido por la ley sobre la laicidad de 2004.
En 2005 se conmemoró el centenario de la Ley de Separación del Estado y de la Iglesia, poniéndose de manifiesto el profundo arraigo de la laïcité en la sociedad francesa, que también se había podido comprobar cuando un año antes Francia se opuso a la mención de las raíces cristianas de Europa en el preámbulo del proyecto de constitución europea (tanto el presidente derechista Jacques Chirac como el primer ministro socialista Lionel Jospin coincidían en este rechazo).

### Actualidad
El modelo plasmado por la Ley de Separación sufrió un cambio importante con el regreso a la relación concordataria con la Santa Sede en 2008, con la firma del Acuerdo sobre reconocimientos de grados y diplomas de enseñanza superior de 18 de diciembre de 2008, con entrada en vigor el 1 de enero de 2009, y que ha supuesto el reconocimiento oficial de la enseñanza religiosa. Hay que tener en cuenta que estos acuerdos, con valor de tratado internacional, desplazan en lo que sea incompatible la legislación interna, en virtud de la primacía del Derecho Internacional. No supone, por tanto, una derogación de la ley, pero sí que no será de aplicación a la Iglesia católica en lo que respecta a los aspectos del acuerdo.
Este acercamiento se ha intensificado en 2016, cuando Francia y la Santa Sede han llegado a un nuevo acuerdo sobre la titularidad eclesiástica de la institución cultural francesa Trinità dei monti el 25 de julio de ese año, con entrada en vigor el 25 de noviembre.
Además, hay que tener en cuenta que como Alsacia y Lorena formaban parte del Imperio Alemán, la ley de 1905 –así como otras legislaciones- no se aplicaban –ni aplican- allí. Asimismo la ley de 1905 no se extendió en su aplicación hacia la Guayana Francesa –una colonia en ese momento- y hasta el día de hoy el gobierno local continúa financiando a la Iglesia Católica.

## La cuestión religiosa en España

### La monarquía de Isabel II y la Monarquía de la Restauración (1845-1931)
A partir de la aprobación del Concordato de 1851, durante el reinado de Isabel II, y de la política aplicada por la Monarquía de la Restauración, la Iglesia católica recuperó gran parte del poder ideológico y social que había ostentado antes de la Revolución Liberal, que puso fin a sus privilegios, disolvió las órdenes religiosas masculinas y desamortizó la mayor parte de sus bienes. Así la presencia de la Iglesia católica desde 1875 se hizo sentir en todos los ámbitos de la vida social que “la política de la Monarquía restaurada le había entregado: cárceles, hospitales, cuarteles, cementerios, sacralización de espacios públicos, moral pública y privada y, sobre todo, colegios de primera y segunda enseñanza”. Y este peso abrumador de la Iglesia y de sus instituciones se acentuó aún más a partir de 1923 con la Dictadura de Primo de Rivera que convirtió al catolicismo en uno de los fundamentos del “nuevo régimen” que quería construir. El lema del partido único de la Dictadura, Unión Patriótica fue “Patria, Religión y Monarquía”. Según los datos del Instituto Estadístico a 31 de diciembre de 1930 en España había 20 467 religiosos varones distribuidos en 1015 conventos y monasterios y 60 695 mujeres en 3871 casas de religiosas, y en los últimos siete años, durante la Dictadura se había producido un incremento de 3257 varones y 119 comunidades masculinas y 6090 mujeres y 277 comunidades femeninas más. Setenta años antes, en 1859, había en España 41 conventos de religiosos (con 719 frailes profesos) y 866 conventos de religiosas (con 12 990 monjas profesas).
La hegemonía que consiguió la Iglesia católica en el terreno educativo fue posible gracias a la Ley Moyano de 1857 que aplicó las concesiones que se hicieron a la Iglesia católica en este campo en el Concordato de 1851 y, sobre todo, gracias a la permisividad de los gobiernos de la Restauración para que las órdenes religiosas, mientras se paralizaban las construcciones de escuelas e institutos para la enseñanza pública, extendieran sus colegios, muchos de ellos fundados por las órdenes dedicadas a la enseñanza que habían sido expulsadas de Francia por la Tercera República, especialmente después de que el gobierno de Émile Combes aplicara con el máximo rigor la Ley de Asociaciones de 1901, disolviendo un buen número de órdenes y congregaciones religiosas, y promulgara la Ley de 1904 que les prohibía el ejercicio de la enseñanza. En España, por el contrario, la Ley de Asociaciones de 1887 no fue aplicada a las órdenes religiosas y éstas proliferaron englobadas todas ellas en la disposición del Concordato de 1851 que permitía la existencia de dos órdenes religiosas masculinas y una tercera “a determinar”. El político conservador Antonio Maura lo confirmó en el Congreso de Diputados (sesión de 16 de julio de 1901):

«Han pasado largos años viendo establecerse Ordenes religiosas, viendo cruzar por la calle a los religiosos con sus hábitos y, sin embargo, a nadie se le ha ocurrido que fuesen esos actos ilegales, ni que constituyeran extralimitación el autorizarlas y el consentirlas ... Y la evidencia es que, por unánime consentimiento de todos, un año y otro año  ha quedado consolidado el derecho de las Ordenes religiosas y es tarde para arrepentirse»

Cuando los gobiernos de la Restauración quisieron reaccionar contra el “clericalismo” perdieron la batalla. La Ley del candado de 1911 promovida por el gobierno del liberal José Canalejas, que pretendía frenar el crecimiento de las órdenes religiosas, no fue aplicada. La Dictadura de Primo de Rivera cerró definitivamente las puertas a cualquier política que pretendiera cambiar el “status quo” de la Iglesia Católica en España. Por el contrario, en Francia la República había promulgado la Ley de 1905 de separación de la Iglesia y el Estado culminando así la construcción del Estado laico. Ese fue el modelo que tuvieron presente la mayoría de los republicanos y los socialistas españoles cuando se proclamó la Segunda República.
El socialista Luis Jiménez de Asúa, presidente de la Comisión que redactó el proyecto de Constitución, afirmó en una de sus intervenciones ante el pleno de las Cortes Constituyentes, que la “cuestión religiosa”

«ha surgido del fondo del ánima española y se ha situado en primer plano, y no ha sido, ciertamente, culpa nuestra. En la memoria de todos está la manera cómo los representantes de la Iglesia se adscribieron al sostenimiento de la Dictadura y dieron con esto –ya venían dándolo desde antes- un carácter político a una actuación que debió quedar sometida al fuero íntimo»

### La Segunda República y la Guerra Civil (1931-1939)
Durante la Segunda República Española se implantó por primera vez en la historia del constitucionalismo español un Estado laico, superando por fin la secular oposición clerical a que se introdujera cualquier medida secularizadora que pudiera poner en riesgo la unidad católica de España. Sin embargo, la coalición republicana-socialista que redactó y aprobó la Constitución de 1931, a diferencia del "problema catalán" en que optó por una "fórmula de concordia" que se plasmó en el "Estado integral" que hizo posible el Estatuto de Autonomía de Cataluña de 1932, en el "problema religioso" optó por una "fórmula de confrontación". "A los nacionalistas catalanes se les proponía una vía de integración en el Estado español; a las confesiones religiosas se les propuso el artículo 26, verdadero punto neurálgico de la Constitución, como observó Pérez Serrano, con la taxativa prohibición del ejercicio de la industria, el comercio y la enseñanza".

Es indudable que el constituyente de 1931 adoptó una actitud beligerante contra la presencia de la Iglesia en todos los ámbitos de la vida social que el concordato de 1851 y la política de la Monarquía restaurada le había entregado: cárceles, hospitales, cuarteles, cementerios, sacralización de espacios públicos, moral pública y privada, y, sobre todo, colegios de primera y segunda enseñanza... Era momento, a juicio de los constituyentes, de que la República española acometiera el problema que la República francesa había resuelto treinta años antes [bajo el gobierno de Émile Combes] y que en España no había hecho más que agravarse.

Así pues, la izquierda republicana y socialista, con el apoyo final del Partido Republicano Radical, impusieron su modelo de laicismo y no buscaron el consenso ni siquiera con la derecha católica republicana y mucho menos con la derecha católica “posibilista” (con la derecha monárquica y católica antirrepublicana el consenso era absolutamente imposible). De esta forma se produjo una fractura social y política entre el “pueblo republicano” y el “pueblo de Dios” (dos entidades mutuamente excluyentes) que dificultó enormemente la consolidación del régimen republicano.

Muchos de aquellos ciudadanos católicos que habían votado por las candidaturas republicanas en 1931 –y que hemos de pensar que no fueron pocos- se sintieron desilusionados por falta de sensibilidad de los padres de la patria hacia sus creencias más íntimas y algunas de sus instituciones más queridas. Y ello en un momento en que los católicos estaban dispuestos a ceder, incluida parte de su jerarquía, terreno a los laicizadores. A partir de entonces, bastantes comenzarían a desidentificarse con un proyecto de República que ya no consideraban suyo. En cuanto a los otros católicos, aquellos católicos no republicanos que habían permanecido en la expectación, la indiferencia o el anonadamiento tras la proclamación del nuevo régimen, la nueva Constitución y su posterior desarrollo y aplicación los harían experimentar una sacudida y salir de su pasividad en defensa de la religión que creían injustamente atacada y hasta perseguida. La bandera de la religión, de hecho, sirvió para agrupar a las derechas en torno a la CEDA con el propósito de revisar y reformar la ley fundamental en un sentido contrasecularizador. A la postre, la solución dada a la secular cuestión religiosa española no la resolvería, sino que exacerbaría aún más, dividiendo a la comunidad política en dos polos difícilmente conciliables y perpetuando un viejo factor más de fractura en aquella fracturada sociedad española de los años treinta.

La guerra civil española fue también una guerra de religión pues mientras en la zona republicana más de 6000 miembros del clero católico fueron asesinados y los templos fueron cerrados y el culto perseguido, en la zona sublevada la Iglesia católica apoyó con entusiasmo la causa «nacional» (franquista) calificando la guerra como una "cruzada" o "guerra santa" en defensa de la religión, dando así al bando sublevado y a su jefe supremo el Generalísimo Francisco Franco una legitimidad religiosa de la que carecía al principio.
La “sacralización” del golpe de Estado en España de julio de 1936 se produjo rápidamente, lo que resultó muy oportuno para legitimar y maquillar el golpe militar, y se acentuó cuando comenzaron a llegar a la zona sublevada las primeras noticias de la "salvaje persecución religiosa" que se había desencadenado en la zona republicana, donde el alzamiento militar había fracasado. Numerosos eclesiásticos y laicos católicos proclamaron de forma entusiasta que la guerra que estaba llevando a cabo el bando sublevado era una cruzada. Fray Justo Pérez de Urbel le dijo al general Millán Astray que el objetivo de la guerra era “rescatar a España para Dios”. José María Pemán escribió: “el humo del incienso y el humo del cañón, que sube hasta las plantas de Dios, son una misma voluntad vertical de afirmar una fe y sobre ella salvar un mundo y restaurar una civilización”. Más tarde, en 1938, publicó el “Poema de la Bestia y el Ángel”, tal vez el texto más representativo de la idea de “cruzada” aplicada a la guerra civil.

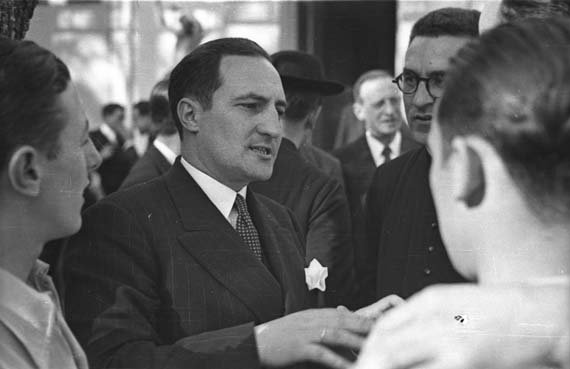
El lehendakari Aguirre en el exilio francés (abril de 1939).

Sin embargo, el mantenimiento del católico PNV dentro del bando republicano echaba por tierra la concepción de la guerra civil como una "cruzada", lo que motivó que el 6 de agosto de 1936 el obispo de Vitoria (cuya diócesis abarcaba entonces también Vizcaya y Guipúzcoa, además de Álava) Mateo Múgica y el obispo de Pamplona Marcelino Olaechea, publicaran conjuntamente una "Instrucción Pastoral" (que en realidad había sido escrita por el cardenal primado de Toledo Isidro Gomá) en la que instaban a los nacionalistas vascos a que pusieran fin a su colaboración con la República. Además en el País Vasco 14 sacerdotes fueron asesinados en las primeras semanas de la guerra por los franquistas (y no por los "rojos"), por ser "separatistas", lo que motivó las protestas del obispo de Vitoria Mateo Múgica Urrestarazu, que por ello se vio obligado a abandonar España meses después. El obispo Múgica, como el cardenal Vidal y Barraquer, ambos exiliados, se negaron a suscribir la "Carta colectiva del Episcopado Español" de 1 de julio de 1937 en defensa de la España «nacional» (franquista). La represión de los sublevados sobre el clero vasco continuó cuando el País Vasco republicano fue ocupado por las tropas franquistas en junio de 1937.

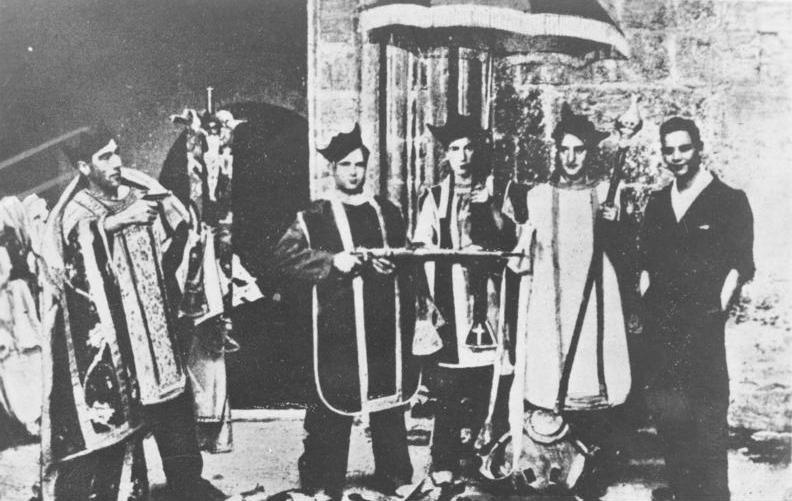
Milicianos vestidos con ropas litúrgicas tras el saqueo de una iglesia. Madrid, 1936

En la zona republicana, sobre todo durante los primeros meses de la guerra, se desató una persecución religiosa con asesinatos, incendios y saqueos cuyos autores fueron "los extremistas, los incontrolados y los delincuentes comunes salidos de las cárceles que se les sumaron", todo ello inmerso en la ola de violencia desatada contra las personas y las instituciones que representaban el "orden burgués" que quería destruir la revolución social española de 1936 que se produjo en la zona donde el alzamiento militar fracasó. "Durante varios meses bastaba que alguien fuera identificado como sacerdote, religioso o simplemente cristiano militante, miembro de alguna organización apostólica o piadosa para que fuera ejecutado sin proceso".
En cuanto al número de víctimas las autoridades del bando sublevado hablaron de "400 000 hermanos nuestros martirizados por los enemigos de Dios" o de "centenares de miles" de "víctimas cobardemente asesinadas, en primer término por su fe religiosa". Un folleto de propaganda franquista editado en París en 1937 cifró el número en 16 750 sacerdotes y el 80 % de los miembros de las órdenes religiosas. Estas cifras se mantuvieron como las oficiales durante las dos primeras décadas de la dictadura franquista hasta que en 1961 el sacerdote Antonio Montero Moreno (que después sería obispo de Badajoz) publicó el único estudio sistemático y serio que se ha realizado hasta ahora, citando por sus nombres a las víctimas. Según ese estudio titulado Historia de la persecución religiosa en España 1936-1939 fueron asesinados en la zona republicana 12 obispos, 4184 sacerdotes seculares, 2365 religiosos y 263 monjas. A esta cifra hay que añadir los seglares católicos que fueron asesinados por pertenecer a una asociación confesional católica o meramente por ser católicos practicantes.
Lo que las investigaciones posteriores a la de Montero Moreno han aclarado es que el mayor número de asesinatos se produjo entre julio y septiembre de 1936 cuando los miembros del clero eran apresados y ejecutados sin ningún tipo de juicio. A partir de la última fecha comenzaron a funcionar los tribunales populares bajo el impulso del nuevo gobierno de Largo Caballero que dieron unas mínimas garantías jurídicas a los detenidos y las condenas solían acabar con penas de prisión y no con la muerte. Tras los sucesos de mayo de 1937 y la formación del gobierno de Juan Negrín en el que el ministerio de justicia fue ocupado por el católico del PNV Manuel de Irujo cesaron completamente los asesinatos y la mayoría de los sacerdotes que estaban en prisión fueron puestos en libertad. Sin embargo, en las zonas fuera del control de la administración Negrín la prohibición del culto público católico continuó, así como otras medidas revolucionarias. Solo al final de la guerra con la desbandada del ejército republicano hacia la frontera francesa volvieron a producirse nuevas víctimas entre los miembros del clero, entre las que destaca el obispo de Teruel Anselmo Polanco Fontecha.
Las autoridades republicanas (especialmente los gobiernos autónomos de Cataluña y del País Vasco) intentaron evitar los asesinatos de sacerdotes y religiosos, y en general de las personas de derechas y de militares. En el País Vasco el gobierno de José Antonio Aguirre consiguió dominar la situación y allí no hubo persecución religiosa, mientras que en Cataluña, la Generalidad presidida por Lluís Companys consiguió poner a salvo a miles de personas de derechas amenazadas, y entre ellas numerosos sacerdotes (empezando por la cabeza de la Iglesia en Cataluña, el arzobispo de Tarragona cardenal Vidal y Barraquer que había sido detenido por un grupo de milicianos) y religiosos (entre ellos 2142 monjas), concediéndoles pasaportes y fletando barcos franceses e italianos para que pudieran huir al extranjero. Sin embargo, a pesar de todas estas iniciativas, la Iglesia y el culto católicos en la zona republicana, excepto en el País Vasco, desaparecieron. Con la llegada a la Presidencia del Gobierno de Juan Negrín en mayo de 1937, se restableció la libertad religiosa, autorizando incluso la práctica de ritos protestantes y judíos, eximiendo a los sacerdotes del servicio militar y exceptuando los objetos del culto de la requisa de metales preciosos para la guerra. La primera misa en la zona republicana (sin contar el País Vasco) después de la sublevación militar se celebró en agosto de 1937.

### La dictadura del general Franco (1939-1975)
La Iglesia Católica constituyó una de las tres "fuerzas" en las que se basó el régimen franquista, junto con el Ejército y el partido único Falange Española Tradicionalista y de las JONS, y el catolicismo en su versión más integrista se convirtió en uno de los fundamentos de la ideología franquista dando nacimiento a lo que más tarde se llamó nacional-catolicismo, especialmente después de 1945 cuando se produjo la derrota de la Alemania nazi y de la Italia fascista, cuyos regímenes habían ayudado a la victoria franquista en la guerra civil y le habían servido de modelo hasta entonces para construir el "Nuevo Estado".

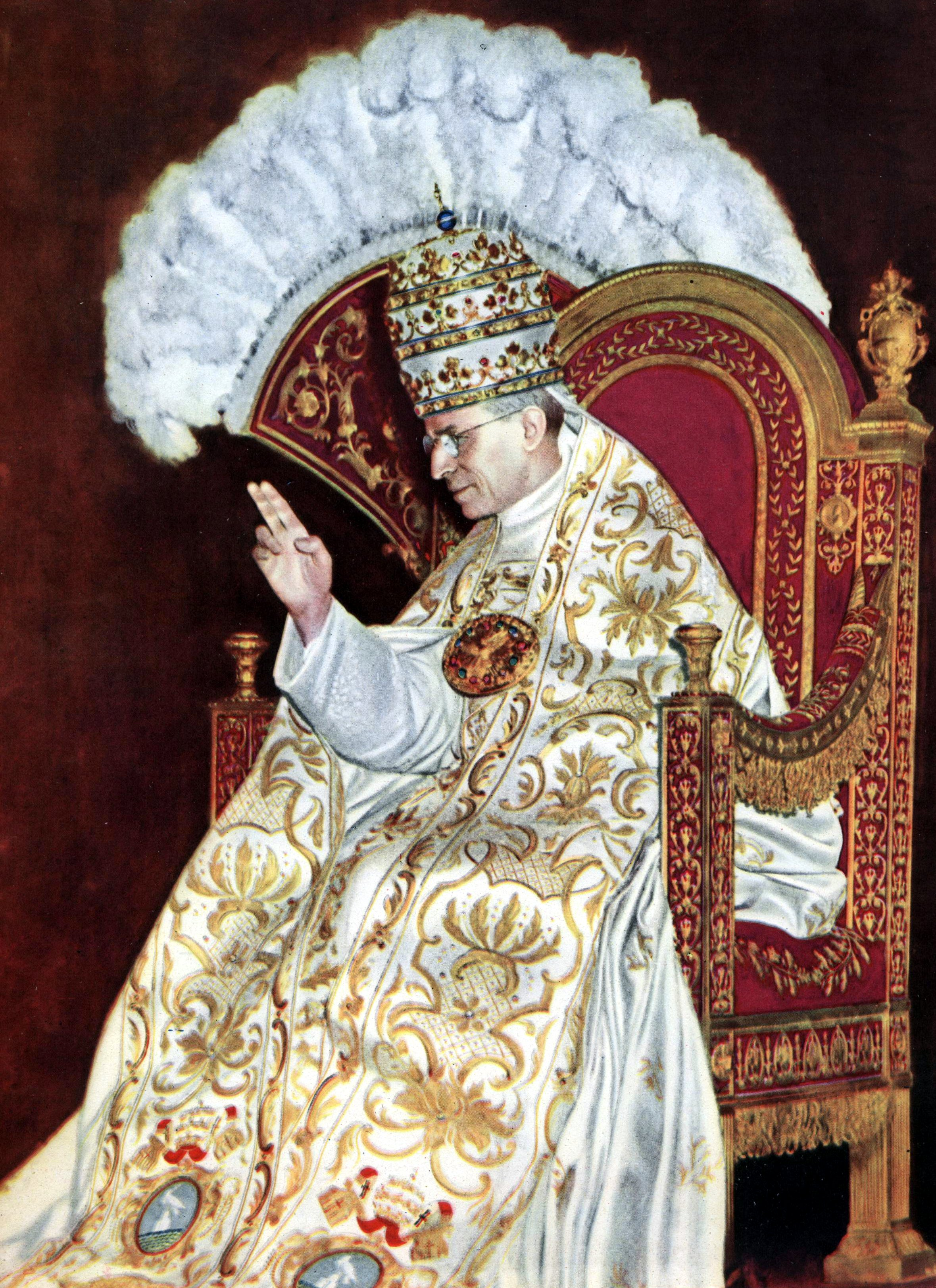
Consagración del papa Pío XII, marzo de 1939

La simbiosis entre la Iglesia Católica y la dictadura franquista se inició en la guerra civil (en la primavera de 1938 la Santa Sede reconoció plenamente al gobierno de Francisco Franco) y tuvo uno de sus momentos culminantes cuando se produjo la victoria del bando sublevado. Entonces la "Iglesia española, que se había adherido masivamente al alzamiento, se volcó con entusiasmo en las fiestas de la victoria sobre la otra media [España]. Y la misma Santa Sede, que durante la mayor parte del conflicto se había mostrado tan reticente, al final se sumó también a las celebraciones". El 1 de abril de 1939, el mismo día en que el general Franco emitió el famoso "último parte" en el que proclamaba "la guerra ha terminado", el papa Pío XII (el cardenal Pacelli que el día 2 de marzo había sido nombrado papa tras la muerte de Pío XI) felicitaba telegráficamente a Franco por su "victoria católica":

Levantando nuestro corazón al Señor, agradecemos sinceramente, con Vuestra Excelencia, deseada victoria católica España. Hacemos votos porque este queridísimo país, alcanzada la paz, emprenda con nuevo vigor sus antiguas tradiciones, que tan grande lo hicieron. Con estos sentimientos, efusivamente enviamos a Vuestra Excelencia y a todo el pueblo español nuestra apostólica bendición.-Pío XII

Francisco Franco le contestó inmediatamente:

Inmensa emoción me ha producido telegrama de vuestra Santidad con motivo victoria total de nuestras armas, que en heroica cruzada han luchado contra enemigos de la Religión y de la Patria y de la civilización cristiana. El pueblo español, que tanto ha sufrido, eleva también con vuestra Santidad su corazón al Señor, que le dispensó su gracia, y le pide protección para su gran obra del porvenir. (...)

Dos semanas después, el 16 de abril de 1939, Radio Vaticano difundió un mensaje leído por el propio papa Pío XII que comenzaba con la frase Con inmenso gozo y en el que también hacía referencia a la "victoria" de los que "se habían propuesto la difícil tarea de defender y restaurar los derechos y el honor de Dios y de la Religión". El mensaje comenzaba así:

Con inmenso gozo nos dirigimos a vosotros, hijos queridísimos de la Católica España, para expresaros nuestra paterna congratulación por el don de la paz y de la victoria, con que Dios se ha dignado coronar el heroísmo cristiano de vuestra fe y caridad, probado en tantos y tan generosos sufrimientos

El 20 de mayo de 1939, un día después del desfile de la Victoria presidido en Madrid por Francisco Franco", tuvo lugar en la Iglesia de Santa Bárbara de Madrid una ceremonia "medievalizante que quería representar en forma de drama sacro la ideología de la guerra santa que acababa de concluir" en la que el general Franco con uniforme de capitán general, camisa azul (de Falange) y boina roja (de los requetés) acompañado de su esposa entró bajo palio en el templo (mientras el órgano hacía sonar el Himno nacional) donde ofrendó la espada de la victoria a Dios. Tras depositar la espada ante los pies del Santo Cristo de Lepanto, traído expresamente desde Barcelona, Franco dijo:

Señor acepta complacido el esfuerzo de este pueblo, siempre tuyo, que conmigo, por Tu Nombre, ha vencido con heroísmo al enemigo de la Verdad en este siglo. Señor Dios, en cuya mano está todo Derecho y todo Poder, préstame tu asistencia para conducir a este pueblo a la plena libertad del Imperio para gloria tuya y de Tu Iglesia. (...)

A continuación el cardenal primado Isidro Gomá, que presidía la ceremonia acompañado de diecinueve obispos (y en presencia del nuncio del papa, monseñor Cicognani), bendijo al "Caudillo" hincado de rodillas ante él:

El señor sea siempre contigo. Él, de quien procede todo Derecho y todo Poder y bajo cuyo imperio están todas las cosas, te bendiga y con amorosa providencia siga protegiéndote, así como al pueblo cuyo régimen te ha sido confiado. Prenda de ello sea la bendición que te doy en el Nombre del Padre y del Hijo y del Espíritu Santo

Luego el Generalísimo y el cardenal primado se fundieron en un fuerte abrazo. Al día siguiente el diario Arriba publicó: "Después de la Victoria, la Iglesia, el Ejército, el Pueblo, han consagrado a Franco Caudillo de España".
Ante el aislamiento internacional que padeció el régimen franquista tras el final de la Segunda Guerra Mundial se detuvo el proceso de fascistización y la base católica pasó a primer plano. Así en el Fuero de los Españoles, promulgado por Francisco Franco el 17 de julio de 1945, se ratificó de manera explícita la confesionalidad católica del Estado. En su artículo 6 se decía: La profesión y práctica de la Religión Católica, que es la del Estado, gozará de la protección oficial. Aunque la vuelta a muchos aspectos de la vida religiosa ya se había producido durante la guerra civil y la inmediata posguerra, fue sobre todo a partir de 1945 cuando los ritos religiosos se introdujeron en todos los aspectos de la vida, tanto pública como privada, produciéndose una "sacralización" de la vida española como nunca había sucedido hasta entonces en toda la historia contemporánea. Fue la restauración de la España católica tradicional que quedó ratificada con la firma en agosto de 1953 del Concordato de 1953 que dio base jurídica al predominio que el franquismo había concedido a la Iglesia Católica a cambio de su identificación total con el régimen (cuya firma, por otro lado, supuso un paso de vital importancia en el reconocimiento internacional de la dictadura franquista, que se vio confirmado al mes siguiente con la firma de acuerdo con Estados Unidos, y que culminaría en diciembre de 1955 cuando España fue admitida como miembro de la ONU). En la Ley de Principios del Movimiento Nacional, promulgada por el general Franco el 29 de mayo de 1958 como "caudillo de España, consciente de mi responsabilidad ante Dios y ante la Historia", se definía al régimen como una "monarquía tradicional, católica, social y representativa" y se reiteraba la confesionalidad del Estado español:

La Nación española considera como timbre de honor el acatamiento a la Ley de Dios, según la doctrina de la Santa Iglesia Católica, Apostólica y Romana, única verdadera, y fe inseparable de la conciencia nacional, que inspirará su legislación.

En los años 60 la identificación entre el régimen franquista y el catolicismo comenzó a romperse a causa del nuevo rumbo que tomó la Iglesia Católica con la celebración del Concilio Vaticano II, convocado por el papa Juan XXIII (1958-1963) y clausurado por Pablo VI (1963-1978), y que supuso la aceptación de la libertad religiosa y de los valores de la sociedad contemporánea, como libertad, democracia, igualdad, etc., que entraban en contradicción con los principios del franquismo. </ref> Así empezaron a aparecer en el seno del catolicismo español sectores que se oponían al franquismo, primero en el País Vasco y en Cataluña y después en el resto de España, un fenómeno que desconcertó al régimen y al propio Franco. Así católicos laicos y sacerdotes progresistas participaron en las protestas obreras y estudiantiles y se integraron en las ilegales comisiones obreras o formaron pequeños grupos demócrata-cristianos en la clandestinidad, cuya personalidad más destacada fue el exministro de Franco Joaquín Ruiz Giménez que en 1964 fundó la revista Cuadernos para el Diálogo, que pronto se convertiría en el principal órgano de expresión "tolerado" de la oposición antifranquista. Además los templos católicos empezaron a servir como centros de reunión de los que protestaban, aprovechando la inmunidad de la gozaban gracias al Concordato de 1953. La respuesta del régimen fue la represión (un centenar de sacerdotes y religiosos pasaron por la cárcel concordataria de Zamora) ya que no modificó sus principios (a pesar de que en 1967 los católicos franquistas promovieron la promulgación de una Ley de Libertad Religiosa que siguiera las nuevas orientaciones del Concilio Vaticano II, pero que al final impuso fuertes restricciones a las confesiones no católicas). El principal impulsor de esta política "inmovilista", junto con el propio Franco, fue su hombre de confianza el almirante Luis Carrero Blanco, que en 1969 convenció a Franco para que formara un gobierno del que él era el vicepresidente integrado prácticamente en su totalidad por miembros del grupo católico Opus Dei (sobre la libertad religiosa Carrero dijo: "toda práctica que no sea católica compromete la unidad espiritual de España").
El distanciamiento entre la jerarquía eclesiástica y el franquismo comenzó en 1970 con motivo del juicio de Burgos, en el que 16 personas (entre ellas dos sacerdotes) comparecieron en un consejo de guerra sumarísimo acusadas de pertenecer a ETA, ya que los obispos vascos hicieron pública una pastoral criticando el juicio y la Conferencia Episcopal Española se pronunció a favor de las garantías procesales y de la clemencia para las seis personas que fueron condenadas a muerte por el tribunal militar (finalmente el general Franco conmutó las penas de muerte debido a la enorme campaña de solidaridad internacional que suscitó el juicio y a las protestas que se extendieron por el País Vasco y por Navarra). A partir de entonces las tensiones entre la Iglesia y el régimen continuaron en ascenso, especialmente a partir de que en 1971 fuera elegido presidente de la Conferencia Episcopal el cardenal Tarancón, partidario de poner fin al "nacional-catolicismo" y a la "colaboración" con el régimen. "Franco recibió la defección de la Iglesia y su jerarquía con auténtico desconcierto y profunda amargura, estimándola en privado como una verdadera 'puñalada por la espalda'. Carrero Blanco fue aún más lejos y se quejó en público, en diciembre de 1972, de la ingratitud eclesiástica hacia un régimen que, desde 1939, ha gastado unos 300.000 millones de pesetas en construcción de templos, seminarios, centros de caridad y enseñanza, sostenimiento de culto, etc.". El almirante Carrero también les recordó que "nuestra guerra no fue una guerra civil; fue una guerra de liberación y una cruzada... en defensa de la Fe".
Un nuevo conflicto surgió a finales de febrero de 1974 cuando el presidente del gobierno Carlos Arias Navarro, que había sustituido en el cargo al almirante Carrero asesinado por ETA en Madrid el 20 de diciembre de 1973, ordenó al arzobispo de Bilbao, monseñor Añoveros, que abandonara España a causa de una pastoral que había suscrito en favor de la "justa libertad" del pueblo vasco. Otro momento de tensión se produjo en septiembre de 1975, dos meses antes del fallecimiento del general Franco, cuando en varios consejos de guerra fueron condenados a muerte tres militantes de ETA y ocho del FRAP y se reprodujo la movilización de 1970, con peticiones de clemencia por parte de los principales dirigentes políticos europeos, incluidas tres del papa Pablo VI, pero que no esta vez no fueron atendidas y dos de los tres miembros de ETA y tres de los ocho del FRAP fueron fusilados en las afueras de Madrid el 27 de septiembre de 1975. Después de este hecho, calificado como "brutal" por la mayor parte de la prensa europea, los embajadores de los principales países europeos abandonaron Madrid, con lo que el régimen franquista volvía a experimentar el aislamiento que ya había sufrido tras el final de la Segunda Guerra Mundial.

### La transición y la Monarquía parlamentaria de Juan Carlos I (desde 1975)
La jerarquía eclesiástica apoyó el proceso de transición iniciado tras la muerte del general Franco el 20 de noviembre de 1975 y la proclamación de Juan Carlos I, la persona designada en 1969 por el "Caudillo" para sucederle "a título de rey". Fue el propio cardenal Tarancón el que lo puso de manifiesto sólo una semana después del fallecimiento de Franco cuando en la homilía que pronunció el 27 de noviembre en la ceremonia religiosa que se celebró con presencia de la familia real en la Iglesia de San Jerónimo el Real de Madrid, exhortó al nuevo rey a serlo de "todos los españoles" (no sólo de los vencedores en la guerra civil, sino también de los vencidos). Esta intervención, entre otras, le valió al cardenal que se redoblaran los ataques de la extrema derecha franquista (el llamado "búnker") y que en Madrid y en otras ciudades volvieran las pintadas con la frase "Tarancón al paredón", que habían aparecido por primera vez tras el asesinato por ETA del almirante Carrero.
Las Cortes salidas de las elecciones del 15 de junio de 1977, las primeras elecciones democráticas celebradas en España desde 1936, decidieron elaborar una Constitución que sustituyera a las Leyes Fundamentales que habían estado vigentes durante la dictadura franquista. A diferencia de lo ocurrido con la de 1931 se intentó elaborar una Constitución de consenso entre la izquierda y la derecha y para ello ambas partes hicieron concesiones mutuas (aunque finalmente la derecha "neofranquista" de Alianza Popular, encabezada por el exministro franquista Manuel Fraga, dejó libertad de voto a sus 16 diputados y algunos votaron en contra del proyecto constitucional). Así, mientras Unión de Centro Democrático (UCD), el partido de centro-derecha aglutinado en torno al presidente Adolfo Suárez (el franquista designado por el rey para llevar a buen término el proceso de "reforma política") que había obtenido 165 escaños (a solo 11 de la mayoría absoluta) cedió ante las demandas de la izquierda de un texto amplio en el que se reconocieran todos los derechos y libertades, la izquierda encabezada por el Partido Socialista Obrero Español (PSOE), liderado por Felipe González, e integrada también por el Partido Comunista de España (con muchos menos diputados en el parlamento: 20 frente a los 118 de los socialistas), renunciaron a la forma republicana de Estado y a la convocatoria de un referéndum para dirimir la cuestión, aunque consiguieron que los poderes de la Corona fueran prácticamente nulos (la disolución de las Cortes, por ejemplo, correspondería al presidente del gobierno y no al rey).
En el debate del proyecto de Constitución también se abordó la "cuestión religiosa" y de nuevo fue uno de los temas más polémicos que a punto estuvieron de romper el consenso entre los dos principales partidos, UCD y PSOE. La derecha no se apuso al Estado aconfesional pero consiguió que la izquierda aceptara que se mencionara que los poderes públicos mantendrían "relaciones de cooperación con la Iglesia Católica". Así el artículo 16, después de reconocer en su apartado 1 la libertad religiosa y la libertad de culto, establecía en el apartado 3:

Ninguna confesión tendrá carácter estatal. Los poderes públicos tendrán en cuenta las creencias religiosas de la sociedad española y mantendrán las consiguientes relaciones de cooperación con la Iglesia Católica y las demás confesiones

En cuanto a la educación, la izquierda, a diferencia de lo ocurrido en 1931, no se opuso a la existencia de los colegios religiosos y reconoció lo que la derecha llamaba la "libertad de enseñanza" así como la "libertad de creación de centros docentes", aunque consiguió que se admitiera que "los profesores, los padres y, en su caso, los alumnos intervendrán en el control y gestión de todos los centros sostenidos por la Administración con fondos públicos" (es decir, no sólo los centros estatales, sino también los centros privados o religiosos subvencionados por el Estado). Asimismo la izquierda aceptó la existencia de una "formación religiosa y moral" que esté de acuerdo con las convicciones de los padres de los alumnos.
Otro de los temas conflictivos relacionado con la "cuestión religiosa" fue el aborto, pues tanto UCD como Alianza Popular defendieron posiciones antiabortistas. Al final se optó por una redacción ambigua que decía "todos tienen derecho a la vida" (en el que la derecha entendía que el término "todos" incluía al feto y la izquierda no), después de que el PSOE retirara su propuesta inicial que decía "todas las personas tienen derecho a la vida".
Finalmente la Constitución de 1978 fue aprobada por las Cortes y por los ciudadanos en el referéndum celebrado el 6 de diciembre. Al año siguiente el gobierno de UCD presidido por Adolfo Suárez firmó con la Santa Sede unos acuerdos que respondían al mandato constitucional de "mantener relaciones de cooperación con la Iglesia Católica". Después de esa fecha la polémica religiosa sólo apareció cuando la jerarquía eclesiástica mostró su oposición a la Ley de divorcio propuesta por la "rama socialdemócrata" de UCD encabezada por Francisco Fernández Ordóñez y cuando también se opuso a la Ley del aborto de 1985 aprobada por las Cortes con mayoría absoluta socialista a propuesta del gobierno presidido por Felipe González.
La "cuestión religiosa" volvió al primer plano de la vida política en la primera década del siglo XXI cuando el gobierno del socialista José Luis Rodríguez Zapatero (2004-2011) llevó al parlamento para su aprobación una serie de reformas legales de "ampliación de derechos" ciudadanos, algunas de las cuales encontraron una dura oposición entre los sectores conservadores encabezados por la jerarquía de la Iglesia Católica y por el Partido Popular (PP), liderado por Mariano Rajoy. Las que suscitaron un mayor rechazo, además de la llamada ley del divorcio exprés (que agilizaba de los trámites del divorcio), fueron dos: la ley del matrimonio homosexual, y la nueva ley del aborto que establecía unos plazos para que las mujeres, incluidas las menores entre 16 y 18 años, pudieran abortar sin tener que justificarlo como sucedía con la ley de 1985 (el Partido Popular recurrió ambas leyes ante el Tribunal Constitucional y éste en noviembre de 2012 acordó la constitucionalidad de la Ley del Matrimonio Homosexual; sobre la nueva ley del aborto en esa fecha aún no se había pronunciado).
Para intentar paralizar la aprobación de estas leyes se produjo una intensa movilización social en la que tuvo especial protagonismo la jerarquía de la Iglesia Católica que acusó al gobierno de "persecución religiosa" contra los católicos y de ir hacia la "disolución de la democracia". Así por primera vez la Iglesia se lanzó a la calle y convocó y encabezó varias manifestaciones multitudinarias en "defensa de la familia" y de la "libertad religiosa" (a las que dio su apoyo el Partido Popular). Asimismo los obispos católicos (y también el PP) se opusieron frontalmente a la reforma educativa de la LOE promovida por el gobierno y especialmente a la introducción en las escuelas de la nueva asignatura de "educación para la ciudadanía" (que pretendía enseñar a los alumnos los derechos y deberes de los ciudadanos en un Estado democrático) por constituir, a su juicio, un "ataque a la moral" de los católicos y promover el "laicismo radical" que no "respeta la Constitución". Ni las concesiones que realizó el gobierno, por ejemplo en los contenidos de la nueva asignatura, ni el generoso acuerdo que se alcanzó para financiar a la Iglesia Católica a través del Impuesto de la renta, sirvieron de mucho para poner fin a la movilización católica dirigida por los obispos e impulsada desde la Cadena Cope (propiedad de la Iglesia) y otros medios. El Partido Popular cuando ganó las elecciones de 2011 se dispuso a modificar esas leyes, tal como había prometido, excepto la Ley del Matrimonio Homosexual, una vez que el Tribunal Constitucional había admitido su constitucionalidad. La jerarquía católica por su parte criticó con dureza la sentencia del Constitucional.